# 16 Carriages
«16 Carriages» es una canción de la cantante estadounidense Beyoncé. Fue lanzada el 11 de febrero de 2024 a través de Parkwood Entertainment y Columbia Records como co-sencillo principal de Cowboy Carter (2024).
La canción se publicó simultáneamente junto con «Texas Hold 'Em» como sencillos principales del álbum.

## Composición
La canción fue escrita y producida por la propia cantante con Atia Boggs, Dave Hamelin y Raphael Saadiq. La canción presenta sonidos de música country, con instrumentos de percusión y guitarra slide; la letra reflexiona sobre los temas de crecer como adolescente", relacionados con la relación entre padres e hijos.

## Recepción de la crítica
Ben Sisario, de The New York Times, describió la canción como «una balada épica» con guitarras que se hinchan en medio de «percusión de órgano» mientras la artista canta sobre la pérdida de su inocencia «a una edad temprana». Maria Sherman, de The San Diego Union-Tribune, describió la canción como "una lenta quema del alma" en la que Beyoncé canta «una oda al duro trabajo y al legado que ha dejado tras sus éxitos».
Chris Willman, de Variety, reflexionó que la canción es líricamente comparable a Daddy Lessons de Beyoncé, incluida en su sexto álbum de estudio Lemonade, por su reflexiva «narrativa de la mayoría de edad» y la exploración de «problemas con papá», aunque la canción trata «sobre todo de convertirse en un caballo de batalla que fue montado demasiado duro antes de que tuviera la oportunidad de ser una adolescente». Willman escribió que musicalmente la canción tiene «dos aceros que entran, pero son dulces y de tono bajo, no entran como significantes fáciles de C&W».

## Posicionamiento en listas
| Listas (2024)                      | Mejor posición |
| ---------------------------------- | -------------- |
| Canadá (Canadian Hot 100)          | 56             |
| Estados Unidos (Billboard Hot 100) | 38             |
| Estados Unidos (Hot Country Songs) | 9              |
| Francia (SNEP)                     | 128            |
| Irlanda (IRMA)                     | 57             |
| Portugal(AFP)                      | 89             |
| Reino Unido (UK Singles Chart)     | 44             |

## Certificaciones
| País (Organismo certificador) | Certificaciones | Ventas certificadas | Ref.   |
| ----------------------------- | --------------- | ------------------- | ------ |
| Brasil (Pro-Música Brasil)    | Oro             | 20 000              | [ 16 ] |
| Estados Unidos (RIAA)         | Oro             | 500 000             | [ 17 ] |